# Informe Franck

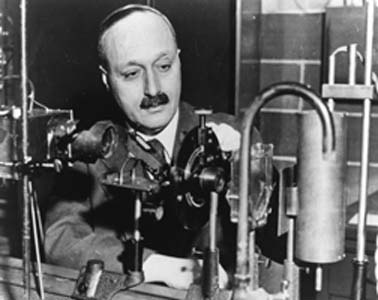
James Franck.

El Informe Franck fue un documento concluido en junio de 1945 en el que destacados físicos nucleares recomendaban que Estados Unidos no utilizara la bomba atómica como arma para forzar la rendición de Japón en la Segunda Guerra Mundial.
El informe recibió su nombre de James Franck, cabeza visible del comité que lo produjo. El comité fue nombrado por Arthur Compton y se reunía en secreto, en sesiones nocturnas en un entorno de alta seguridad. En gran parte redactado por Eugene Rabinowitch, el informe advertía sobre la imposibilidad de que los Estados Unidos mantuviesen en secreto indefinidamente sus descubrimientos atómicos. Pronosticaba una carrera armamentista nuclear, forzando a los Estados Unidos a desarrollar armamento nuclear en un volumen tal que ninguna otra nación pensase en atacar primero por miedo a una represalia incontestable. Esta predicción resultó para ser acertada, cuando la carrera de armas nuclear y el concepto de destrucción mutua asegurada se convirtieron en factores decisivos durante la Guerra Fría. El informe recomendaba que la bomba atómica no fuese utilizada, y proponía efectuar una demostración de la "nueva arma" en presencia de los representantes de todas las Naciones Unidas, en una isla desierta o en el desierto; o intentar mantener la existencia de la bomba atómica en secreto mientras fuese posible.
En el primer supuesto, la comunidad internacional sería advertida de los peligros; siendo incentivada para desarrollar un control internacional eficaz de tales armas. En el segundo caso, los Estados Unidos dispondrían de varios años de ventaja para desarrollar su armamento nuclear antes de que otros países empezasen su propia producción. El Informe Franck fue firmado por James Franck (Presidente), Donald J. Hughes, J. J. Nickson, Eugene Rabinowitch, Glenn T. Seaborg, J. C. Stearns, y Leó Szilárd.
Franck hizo llegar el informe a Washington el 12 de junio, donde el Comité Interino, nombrado por el Presidente Truman para asesorarle sobre el uso de la bomba atómica, se reunió el 21 de junio para reexaminar sus primeras conclusiones. Aun así, este comité reafirmó que no había alternativa al uso de la bomba, y el 6 y el 9 de agosto de 1945 los estadounidenses lanzaron sendas bombas atómicas sobre las ciudades japonesas de Hiroshima y Nagasaki.
El Informe fue desclasificado y liberado al público a comienzos de 1946, aunque oficiales del Proyecto Manhattan exigieron la censura de algunos párrafos.